# Mirko Bernau
Mirko Bernau (* 2. Juli 1975 in Schwelm) ist ein ehemaliger deutscher Handballspieler und Handballtrainer.

## Karriere
Mirko Bernau begann das Handballspielen in der Jugendabteilung des LTV Wuppertal. Später schloss sich der Linkshänder TUSEM Essen an, mit deren A-Jugend er 1994 die deutsche Meisterschaft gewann sowie im selben Jahr mit der Herrenmannschaft den Euro-City-Cup errang. Seine nächste Station war der Bundesligist TSV Bayer Dormagen. Als sich Dormagen nach der Saison 2000/01 freiwillig in die Regionalliga zurückzog, wurde sein Vertrag aufgelöst und er schloss sich dem Bundesligisten HSG Wetzlar an. Schon im November 2001 verließ er Wetzlar und lief anschließend für den Zweitligisten HSG Düsseldorf auf. Nachdem Düsseldorf 2003/04 in die Bundesliga aufstieg, wurde sein Vertrag nicht verlängert, woraufhin er sich dem Regionalligisten TV Korschenbroich anschloss. Bernau stand bis Februar 2008 bei Korschenbroich unter Vertrag und lief in der Saison 2006/07 mit dem TVK in der 2. Bundesliga auf. Anschließend schloss er sich dem Regionalligisten Borussia Mönchengladbach an. Ab dem Sommer 2008 war der Außenspieler eine Spielzeit als Spielertrainer beim Verbandsligisten Kettwig 70 aktiv. 2009 verpflichtete ihm der Regionalligist OSC 04 Rheinhausen, mit dem er ein Jahr später in die 2. Bundesliga aufstieg. Ab dem Januar 2011 lief Bernau, der ebenfalls beim OSC als sportlicher Leiter engagiert war, nur noch sporadisch als Spieler auf. Nach der Saison 2013/14 beendete er seine Tätigkeit beim OSC. Im April 2014 bestritt er zwei Partien für den Verbandsligisten Solinger Turnerbund.
Ab Dezember 2014 lief er für den Niederrhein-Verbandsligisten TSV Solingen-Aufderhöhe auf. Später wechselte er in die 2. Mannschaft des TSV Aufderhöhe. Ab dem März 2017 übernahm er bis zum Saisonende 2016/17 die erste Männermannschaft des TSV Aufderhöhe.
Bernau bestritt 23 Länderspiele für die deutsche Nationalmannschaft, in denen er acht Tore warf. Mit der deutschen Auswahl nahm er an der Weltmeisterschaft 2001 in Frankreich teil.
Bernau ist seit der Saison 2018/19 beim Bergischen HC als sportlicher Leiter sowie als Trainer der 2. Mannschaft tätig.